# Grande-Entrée
Grande-Entrée est une localité située sur l'île de la Grande Entrée, dans l'archipel des îles de la Madeleine.

## Géographie
Grande-Entrée se trouve sur l'île de la Grande Entrée, au nord-est de l'archipel. Elle est située sur une péninsule, entre la lagune de la Grande Entrée, au nord, et la mer au sud.
La localité constitue l'une des deux extrémités de la route 199, l'autre étant Havre-Aubert, au sud-ouest de l'archipel.

## Histoire

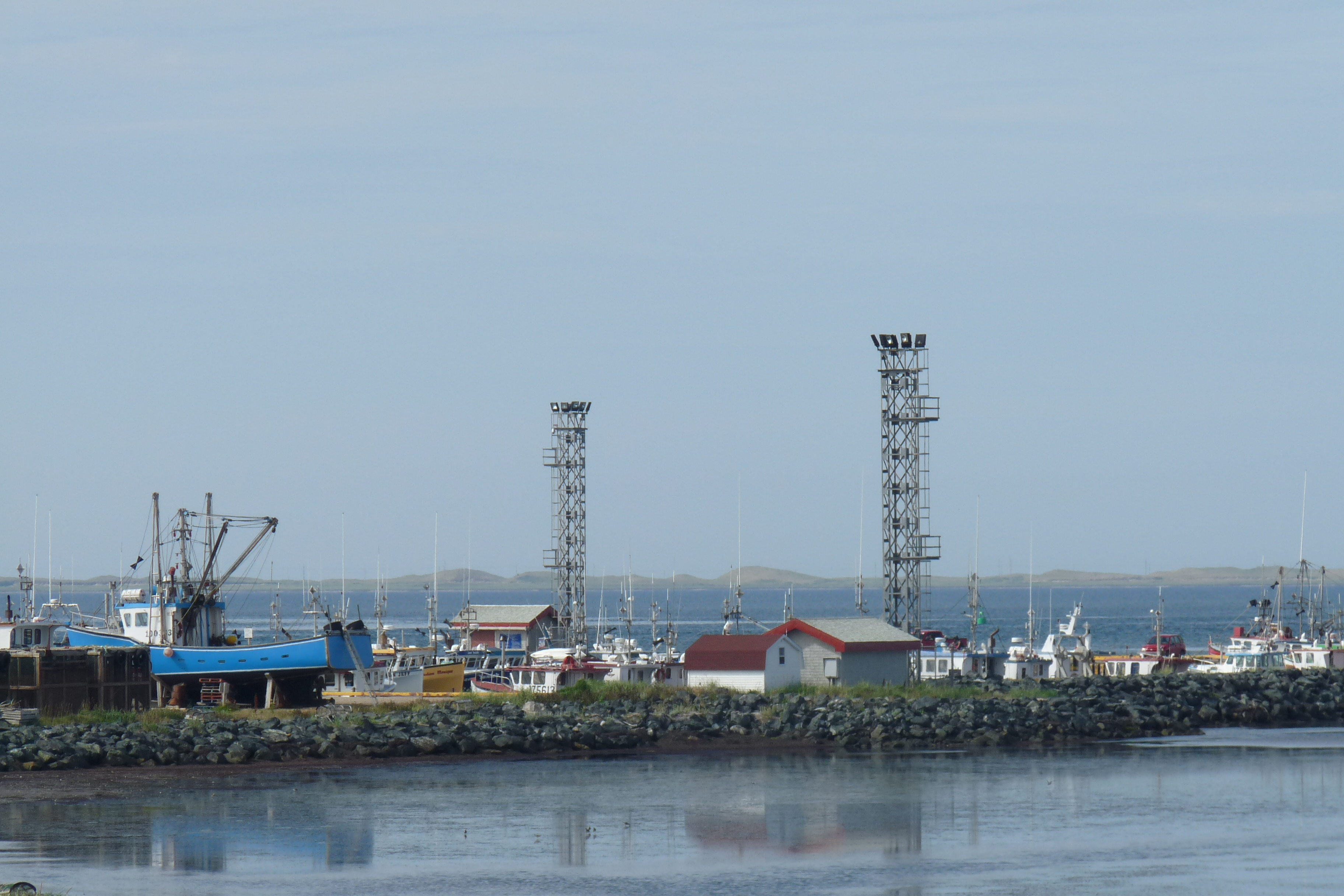
Port de Grande-Entrée

La colonisation de Grande-Entrée, parmi les plus tardives de l'archipel, remonte aux années 1870. L'endroit devient toutefois rapidement un port de pêche important. Grande-Entrée est désignée « capitale québécoise du homard » en 1994, son port abritant environ une centaine de homardiers.

## Tourisme
- Centre d'interprétation du phoque